# Heterogramma terminalis
Heterogramma terminalis là một loài bướm đêm trong họ Noctuidae.